# Colchicum arenasii
Colchicum arenasii är en tidlöseväxtart som beskrevs av Fridl. Colchicum arenasii ingår i släktet tidlösor, och familjen tidlöseväxter. Inga underarter finns listade i Catalogue of Life.